# 陶净非
陶净非（1912年—1942年），吉林德惠人。原名陈明亚。抗日战争将领。

## 生平
1931年考入哈尔滨第一中学。1932年加入中国共产主义青年团。同年转入中国共产党。1933年参加抗日游击队。1936午后，任东北抗日联军第五军二师四团政委、二师政治部主任，率部在黑龙江勃利、林口地区坚持抗日游击战争。1937年率部参加东北抗日联军第二路军西征。1942年5月21日在黑龙江五常与伪军作战时牺牲。